# 90min
90min은 여러 축구 리그에 대한 인터넷 콘텐츠를 제작하는 축구 뉴스 플랫폼이다. 플랫폼에서 제공하는 콘텐츠는 시민저널리즘의 원칙에 따라 사용자가 생성한다. 최초의 런던 기반의 회사 웹사이트는 2011년 이스라엘 기업가 유블 라롬, 어세프 펠드 및 오늘날 미닛 미디어로 운영되는 그룹의 길라드 베이만에 의해 FTBpro.com이라는 주소로 시작되었다.

## 역사
90min은 유블 라롬, 어세프 펠드, 길라드 베이만이 FTB프로라는 이름으로 2011년 후반에 설립했다. 90min 이전에 펠드는 시스코 시스템즈에서 4년 동안 근무했으며, 베이만은 이스라엘 웹 포털 타푸즈의 창립자 중 한 명이었다. 설립 직후 회사는 샬리 이레즈와 보아즈 딘터를 포함한 엔젤 투자자로부터 $300,000를 모금 받았다.
2014년에 이전 투자자인 배터리 벤처와 제미니 이스라엘 벤처는 물론 영국 기반의 돈 케피털을 포함한 새로운 투자자들로부터 1,800만 달러를 추가로 더 지원 받았다.자금은 새로운 시장으로의 확장, 동남아시아의 새 사무소 개설, 사이트의 비디오 및 모바일 콘텐츠 개발에 사용되었다.이러한 모금은 독일 축구 시장을 대상으로 하는 합작 회사 설립을 목표로 한 투자인 독일 미디어 회사인 포짐제트.1 미디어가 주도했으며 이전 투자자들로부터도 자금을 받았다. 기술 및 콘텐츠 회사인 미닛 미디어는 2016년 7월 인도의 HT 미디어와 합작 투자를 시작했다. 이 파트너십은 남아시아의 축구 팬을 위해 인도에서 90min을 시작했다.2017년 10월, 90min은 스포츠 일루스트레이드의 플레넷 푸트볼 플랫폼에 동영상 콘텐츠를 제공하는 계약을 체결했다.플랫폼의 스페인어 버전인 플레넷 푸트볼도 계약에 포함되어 있었다. 90min은 또한 축구 관련 콘텐츠를 제공하기 위해 스포츠피어로 플랫폼과도 제휴를 맺었다.

## 서비스
90min은 비디오, 텍스트, 목록, 슬라이드쇼, 소셜 라운드업 등을 기사 작성 요소로 사용하여 데스크톱 및 모바일 장치용 축구 관련 콘텐츠를 공유하는 온라인 플랫폼을 개발하고 제공한다. 플랫폼에는 영어, 독일어, 스페인어, 이탈리아어, 프랑스어, 터키어, 포르투갈어, 베트남어, 태국어, 인도네시아어 등 11개 언어로 콘텐츠가 제작되며, 플랫폼을 통해 축구 클럽은 웹사이트 90min에 콘텐츠를 게시할 수 있다.
콘텐츠는 유럽, 미국, 아시아 및 라틴 아메리카 전역의 전문 편집자와 언론인 팀에 의해 제작된다. 90min 편집진은 런던, 텔아비브, 뉴욕, 마닐라, 상파울루에 있으며, 2016년 기준 90min은 월 평균 5,000만 명 이상의 웹사이트 방문자를 기록하고 온라인 광고를 통해 수익을 창출하고 있다.
90min은 2021년 10월 "풋볼 아메리칸"이라는 새로운 팟캐스트를 발표했다. 풋볼 아메리칸는
은 전 미국 프로 축구 선수인 Yael Averbuch West가 진행한다
1. 1 2 3  Bar, Avishai (2013년 5월 8일). “הישראלית מגייסת 5.8 מיליון דולרים  FTBPro” (히브리어). Geektime.co.il. 2016년 3월 28일에 확인함.
2. 1 2  Goldenberg, Roy (2015년 10월 6일). “Israeli soccer media platform 90min raises $15m”. Globes.co.il. 2016년 3월 29일에 확인함.
3. ↑  Ackerman, Gwen (2013년 9월 9일). “Israel-Based Football Website Is Turning Fans' Love of the Game Into a New Media Business”. Bloomberg. 2016년 3월 28일에 확인함.
4. ↑  “FTBpro Raises $5.8M in Funding”. Finsmes.com. 2013년 5월 7일. 2016년 3월 28일에 확인함.
5. 1 2  Raz, Gali (2014년 3월 27일). “Asaf Peled Closes a $18 Million Funding Round for FTBpro”. Jewish Business News. 2016년 3월 29일에 확인함.
6. ↑  “Minute Media raises $17 million for sports and esports digital publishing platform”. 《venturebeat.com》. 2018년 5월 15일. 2020년 8월 5일에 확인함.
7. ↑  Dunsby, Megan (2014년 3월 26일). “Global football network FTBpro raises $18m to launch platform across South East Asia”. startups.co.uk. 2016년 3월 29일에 확인함.
8. ↑   2016년 현재 90min은 팬사이디드, 12Up, 멘탈 플러스와 같은 다른 브랜드와 함께 미닛 미디어의 자회사였다.<ref name="MinuteM">Lunden, Ingrid (2020년 2월 29일). “Minute Media raises $40M more for its user-generated, syndication-based sports publishing platform”. 《Tech Crunch》. 2022년 2월 3일에 확인함.
9. ↑  Jerde, Sarah (2018년 9월 20일). “Minute Media Acquires Mental Floss”. 《AdWeek》. 2022년 3월 2일에 확인함.
10. 1 2  Choudhary, Vidhi (2016년 6월 29일). “HT Media forms joint venture with football portal”. 《Livemint》. 2022년 2월 3일에 확인함.
11. ↑  “90MIN TO SUPPLY SPORTS ILLUSTRATED WITH GLOBAL CONTENT”. 《Livemint》. 2017년 10월 13일. 2022년 3월 24일에 원본 문서에서 보존된 문서. 2022년 2월 3일에 확인함.
12. ↑  Adhikari, Supratim (2017년 11월 27일). “$1m injection for SportsHero app”. 《The Australian》. 2022년 3월 24일에 원본 문서에서 보존된 문서. 2022년 2월 3일에 확인함.
13. ↑  “90min private marketplace powered by AOL Platforms' Adap.tv enables addressable advertising”. AOL Advertising. 2015년 3월 11일. 2020년 9월 16일에 원본 문서에서 보존된 문서. 2016년 3월 29일에 확인함.
14. ↑  “The Big Interview - 90min”. Sportindustry.biz. 2014년 11월 6일. 2016년 3월 29일에 확인함.
15. ↑  Orpa, Inbal (2015년 10월 6일). “90min גייסה 15 מיליון דולר”. TheMarker. 2016년 3월 30일에 확인함.
16. ↑  Davies, Jessica (2015년 12월 15일). “How UK publishers are using Facebook Instant Articles”. 《Digiday》. 2016년 3월 29일에 확인함.
17. ↑  Silber, Tony (2021년 12월 23일). “Minute Media To Launch Second Season Of American Soccer Podcast”. 《Mediapost.com》. 2022년 2월 10일에 확인함.